# John Lee Carroll
John Lee Carroll, född 30 september 1830 i Baltimore, Maryland, död 27 februari 1911 i Washington, D.C., var en amerikansk demokratisk politiker. Han var guvernör i delstaten Maryland 1876–1880.
Carroll studerade vid Mount St. Mary's College, Georgetown University och Harvard Law School. Han arbetade sedan som advokat i Baltimore och i New York. I sitt första äktenskap var Carroll gift med Anita Phelps som var dotter till affärsmannen Royal Phelps. Den före detta svärfadern Royal Phelps köpte 1881 Carrolls gamla släktgård Folly Quarter. Gården återkom till släkten Carrolls ägo då John Lee Carrolls son Charles senare fick den i arv.
Carroll efterträdde 1876 James Black Groome som guvernör och efterträddes 1880 av William Thomas Hamilton. Änklingen Carroll gifte om sig i april 1877 under sin ämbetsperiod som guvernör. Den 52 år gamla bruden Mary Carter Thompson var dotter till Lucas P. Thompson som hade varit domare. Hon hade i sexton år varit bosatt i Europa, bland annat i Rom och i Paris. Katoliken Carroll avled 1911 i Washington, D.C. och gravsattes på New Cathedral Cemetery i Baltimore. Senator Charles Carroll var hans farfars far.